# De smaak van kersen
De smaak van kersen (Perzisch: طعم گيلاس, Ta'm-e gīlās) is een Iraanse dramafilm uit 1997 onder regie van Abbas Kiarostami. Hij won voor deze film de Gouden Palm op het Filmfestival van Cannes.

## Verhaal
Badii wil zelfmoord plegen. Hij heeft een graf gedolven in de buurt van Teheran, maar zoekt nog iemand om het dicht te gooien na zijn dood. Het is een eenvoudige taak en Badii heeft er veel geld voor over, maar toch heeft hij grote moeite om iemand te vinden die hem wil helpen. Hij vraagt eerst om hulp aan een verlegen Koerdische soldaat, maar die weigert en vlucht weg uit Badii's wagen. Daarna vraagt hij een Afghaanse seminarist om hem te helpen, deze weigert uit godsdienstige overwegingen. Ten slotte vindt hij een Azerbeidzjaanse taxidermist bereid: hij heeft het geld nodig voor zijn zieke zoon. Toch tracht hij Badii om te praten.

## Rolverdeling
| Acteur              | Personage  |
| ------------------- | ---------- |
| Homayoun Ershadi    | Badii      |
| Abdolrahman Bagheri | Bagheri    |
| Hossein Noori       | seminarist |
| Ali Moradi          | soldaat    |